# アル・バスタキヤ

アル・バスタキヤ（2009年）

アル・バスタキヤ（アラビア語: البستكية，英語: Al Bastakiya）は、アラブ首長国連邦のドバイのバール・ドバイ地区にある伝統的建物を保存した歴史地区。アル・ファヒーディ歴史地区（アラビア語: حي الفهيدي التاريخي，英語: Al Fahidi Historical District）や、単にバスタキヤと呼ばれることもある。
ペルシア湾のアラビア半島側で、風の塔（空調用の自然通気塔でBarajeelと呼ばれる）を持つ建物が唯一残る旧市街であり、ドバイで最も古い風景を残している地区である。地域の広さは約31,000m2で、19世紀中頃から1970年代まで使われていた約60棟の建物が保存され、一部は文化施設やホテル、アートギャラリーやカフェなどとして使われ公開されている。
アル・バスタキヤ地区の西側に隣接して首長官邸（Ruler's Court）とディワン・モスク（Diwan Mosque）があり、地区の北側はドバイ・クリークに面した岸壁である。

## アクセス
- ドバイ・メトロ アル・ファヒーディ駅の北北西 約600m